# Ummerstadt
Ummerstadt est une petite ville allemande de Thuringe située dans l'arrondissement de Hildburghausen. Avec moins de 500 habitants, c'est l'une des plus petites villes allemandes. Elle fait partie de la communauté d'administration du Heldburger Unterland (Verwaltungsgemeinschaft Heldburger Unterland)

## Géographie

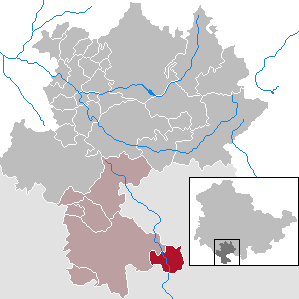
Situation de la ville (en rouge) dans l'arrondissement de Hildburghausen

Ummerstadt est située dans le sud de l'arrondissement, à la limite avec l'arrondissement de Cobourg (Bavière). Le village est situé sur la Rodach, sous-affluent du Main par l'Itz, à 13 km à l'ouest de Cobourg et à 26,5 km au sud de Hildburghausen, le chef-lieu de l'arrondissement.
Communes limitrophes (en commençant par le nord et dans le sens des aiguilles d'une montre) : Bad Rodach, Weitramsdorf, Seßlach, et Bad Colberg-Heldburg.

## Histoire
La première mention d'Ummerstadt date de 1140 dans le Codex Eberhardi où elle est citée comme faisant partie des possessions de l'abbaye de Fulda en 837-838.
Ummerstadt appartient aux comtes de Henneberg qui lui donnent les droits de ville en 1374, au moment où elle entre dans les possessions de la maison de Wettin.
Pendant la Guerre de Trente Ans, Ummerstadt est dévastée et brûlée par les troupes suédoises. Au XVIIIe, elle se spécialise dans la fabrication de poteries.
La ville est occupée en 1945 par les troupes américaines qui cèdent la place en juillet aux Russes. Ummerstadt intègre alors la Zone d'occupation soviétique puis en 1949, la République démocratique allemande (RDA) dans l'arrondissement de Hildburghausen. Formant un saillant en territoire ouest-allemand, son développement est complètement freiné et la ville perd la moitié de ses habitants. Le hameau d'Erlebach situé à la frontière est même évacué et rasé en 1986.
Après la réunification de 1989, elle rejoint en 1994 le land de Thuringe recréé et l'arrondissement de Hildburghausen.

## Démographie
| 1861 | 1885 | 1910 | 1933 | 1939 | 1949 | 1983 | 1987 |
| ---- | ---- | ---- | ---- | ---- | ---- | ---- | ---- |
| 887  | 825  | 776  | 768  | 737  | 969  | 600  | 550  |

| 1995 | 2000 | 2005 | 2011 | - | - | - | - |
| ---- | ---- | ---- | ---- | - | - | - | - |
| 545  | 539  | 533  | 499  | - | - | - | - |

## Politique
Le bourgmestre d'Ummerstadt élu en 2009 est Mme Christine Bardin sur une liste indépendante.

## Monuments
Ummerstadt possède un grand nombre de très intéressantes maisons à pans de bois.
- Pont sur la Rodach (Rodachbrücke) datant de 1565 ;
- Place du Marché (Markplatz) avec l'hôtel de ville (1558-1682), la fontaine (1687), l'église paroissiale St Barthélény (Bartholomäus Kirche) :
- Église St André (St Andreas Kirche) datant de 880, ce qui en fait l'une des plus anciennes de Thuringe ;
- Ancienne brasserie (Brauhaus).

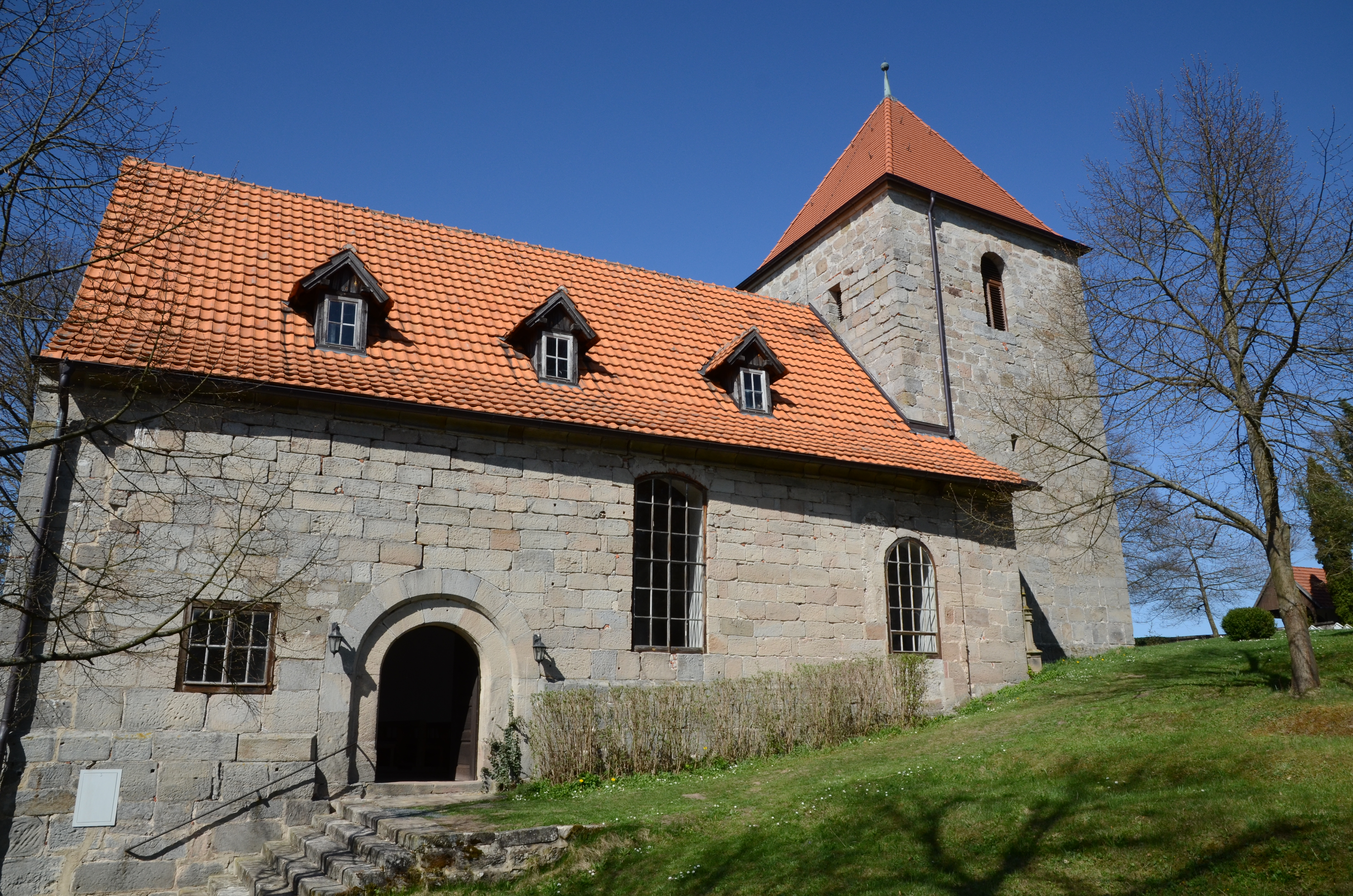
L'Église évangélique luthérienne St. Andreas
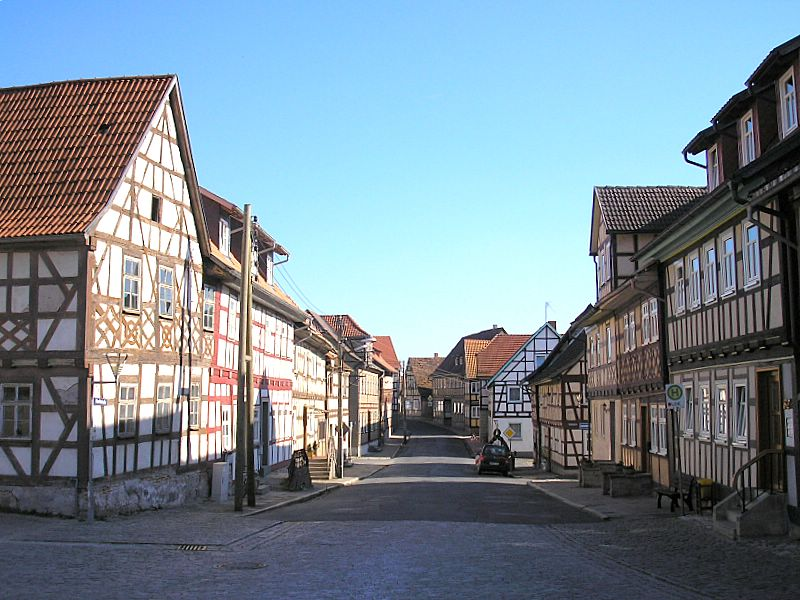
Maisons à colombages

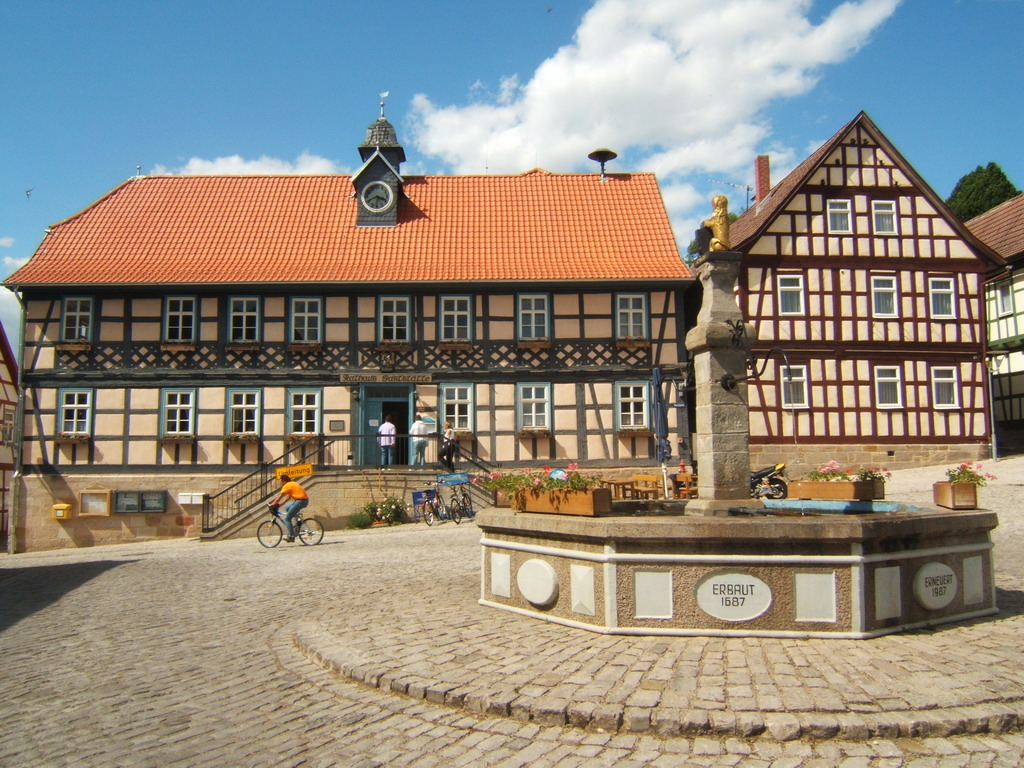
La Place du Marché
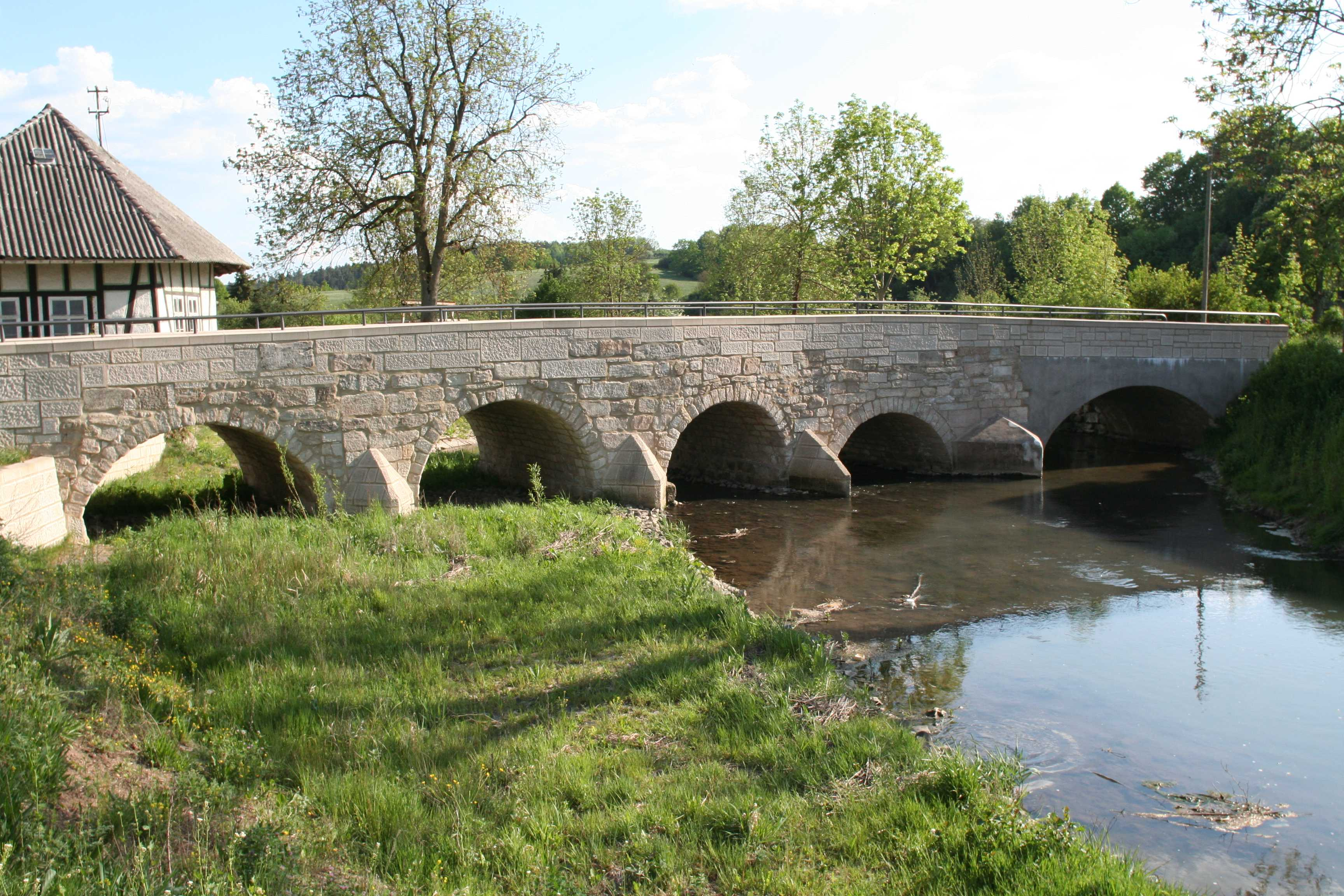
Le pont sur la Rodach

## Communications

### Routes
La commune est un peu éloignée des axes principaux de circulation.
Ummersatdt est traversée par L2675 qui la relie à Bad Colberg-Heldburg à l'ouest et à Weitramsdorf et Cobourg à l'est. La K501 mène au sud vers Seßlach.